# جنبش جنگل
جنبش جنگل، نهضت جنگل یا قیام جنگل (‎۱۲۹۳ – ۱۳۰۰) جنبشی سیاسی همراه با مبارزهٔ مسلحانه در ایران بود که در پی انقلاب مشروطه، به رهبری میرزا کوچک خان جنگلی در پاسخ به زوال سیاسی به وجود آمده از پیدایش جنگ جهانی اول و اشغال ایران به دست نیروهای روس، انگلیسی و عثمانی شکل گرفت و به مبارزهٔ مسلحانه ضد ارتش خارجی داخل خاک ایران و بریگاد قزاق، که زیر دست افسران روسی تعلیم و تربیت شده بودند، پرداخت. آنچه روشن است تعداد زیادی از انقلابی‌های جنگل در درگیری‌های مسلحانه با لشگرهای انگلیس، روسیه و ارتش سلطنتی قاجار کشته شدند.
جنگ جهانی اول و پادرمیانی انگلیس و روسیه تزاری در آن و ناتوانی شدید حکومت مرکزی ایران در اثر فقدان حمایت‌های خارجی، فضای سیاسی و اجتماعی آماده‌ای را برای ایجاد و رشد حرکت‌های مردمی به وجود آورد. در این فضای آماده، جنبش جنگل در شهریور ۱۲۹۳ شمسی (اوت ۱۹۱۴) شکل گرفت و در مدتی کوتاه نه تنها در گیلان، بلکه در اکثر نقاط ایران با استقبال مردم روبرو شد و روزبه‌روز بر توان نظامی آن افزود، به‌طوری‌که به خطری جدّی برای سیاست استعماری انگلیس در منطقه تبدیل شد.
میرزا و یارانش نشریه‌ای نیز به نام جنگل منتشر می‌نمودند که در مجموع در سه دوره مجزای انتشارش مشتمل بر ۳۹ شماره شد.

## فتح تهران
در ژوئیه ۱۹۰۹ پس از تعطیلی مجلس در دوره محمدعلی‌شاه و به‌توپ بستن مجلس، مجاهدان مشروطه‌خواه گیلانی و بختیاری به سوی پایتخت روان شدند و با فتح تهران به همراه عشایر بختیاری، نظام مشروطه را باز در ایران مستقر کردند و سپهدار اعظم تنکابنی، فرمانده مشروطه‌خواهان گیلانی نیز صدراعظم ایران شد.

## جنگ جهانی اول
پس از سرکوب مشروطه‌خواهان در ۱۹۱۱، سیاست روسیه نشان می‌دهد که این کشور تمایل داشت کنترل بلند مدت خود بر استان‌های شمالی ایران را تضمین نماید. روس‌ها زمین‌های زیادی را از ایرانیان خریدند و قرار بود سیاست اسکان دهقانان روس در قفقاز به ایران گسترش یابد. صادرات روسیه دو برابر شد و کنسول روسیه برای دولتش مالیات جمع‌آوری می‌کرد. نقطه اتکای قدرت روسیه ارتش بود و در مجموع سیاست روسیه در گیلان را می‌توان شامل دیپلماسی اندک و قوای قهریه‌ای دانست که روسیه از طریق آن کنترل تقریباً همه امورات گیلان را در دوره بحران از ۱۹۱۱ تا ۱۹۱۴ در دست داشت. ظهور جنگ مشکلات جدیدی پدید آورد. روس‌ها نیروهایشان را در مرز با عثمانی در قفقاز متمرکز و قوای اشغالگر خود را از شمال ایران جابجا کردند. به علاوه، به مسئولان روس سفارش شد سیاست ملایم‌تری را در خصوص مردم ناراضی اتخاذ کند. دولت گیلان در ۱۹۱۴ که قوای روس به مقصد قفقاز عزیمت کردند کاملاً فرو پاشید. آشوب ایجاد شد و حکام قاجاری از به پا داشتن قانون و اجرای فرمان بدون محافظت ارتش روسیه سرباز زدند. نافرمانی به اشکال ملایم شروع شد. اعتراض‌هایی به اربابان و مأموران دولت روسیه وجود داشت و اعتصاب‌های صنعتی شکل می‌گرفت؛ ولی در آغاز ۱۹۱۵ گیلان صحنه ناآرامی گسترده بود. دهقانان و پیشه وران شهرنشین علیه چند صد سرباز روس باقی‌مانده آتش می‌گشودند، در حالی که سربازان بیشتری به جبهه قفقاز فراخوانده می‌شدند. گروهی از سیاستمداران، برای سامان بخشیدن به اوضاع کشور سازمانی به نام اتحاد اسلام را تأسیس کردند. میرزا کوچک خان در تهران با این گروه در تماس بود. او برای ایجاد یک پایگاه نظامی و مبارزه چریکی مخفیانه به گیلان رفت و نخستین پایگاه جنگ چریکی دهقانی را به همراه هفت نفر دیگر از جمله احمد کسمایی، دکتر حشمت، و میرزا حسین کسمایی در کسما ایجاد کرد. به تدریج دهقانان و زحمتکشان شهری و بخش از روشنفکران جذب جنبش شدند. میرزا کوچک که از فرماندهان جوان نیروی انقلابی بود که تهران را فتح کرد و دو سال بعد مجبور تبعید شد. او در اواخر زمستان ۱۹۱۵ به گیلان برگشت و فعالیت‌های جنگلی‌ها شروع شد. اولین گروه آنان به جنگل‌های گیلان رفت و اعلام کرد که قصد دارد گیلان را از وجود ارتش روسیه آزاد کند. جنگلی‌ها به سرعت با محاکمه و اعدام مجرمان، خود را از دیگر گروه‌ها متمایز کردند. آنها با دزدیدن یا جریمه کردن افراد متمول مخارج خود را تأمین می‌کردند. آنها در معامله با دهقانان محتاط بودند که همه هزینه‌ها را بپردازند و منصف باشند. اولین عملیات شناخته شده جنگلی‌ها در اکتبر ۱۹۱۵ هنگامی که حاکم رشت برای جلوگیری از نزدیک شدن جنگلی‌ها به رشت، زمینداری به نام عبدالرزاق شفتی را به صدارت پسیخان گماشت شکل گرفت. سپس مردان شفتی مورد حمله جنگلی‌ها قرار گرفتند و شکست خوردند. آنها که زنده ماندند به‌طور پراکنده به رشت گریختند. سپس به زمیندار بزرگ دیگری، شجاع الدیوان برادر ضرغام‌السلطنه نفر داده و به جنگل‌های فومن اعزام شد که در دو موقعیت شکست خورد و مردانش خلع سلاح شدند. در این زمان، که تهران در آستانه افتادن به دست آلمان بود، رشت مرکز اصلی ارتش روسیه شده بود و هزاران سرباز مستمراً از این شهر در راهشان از باکو به قزوین که عملیات علیه مهاجرین باید به سوی آن هدایت می‌شد گذر می‌کردند. هنگامی‌که روس‌ها به رشت بازگشتند و مستقر شدند، نیرویی از ۵۵۰ سرباز روس و ۵۰ مرد از بریگاد قزاق برای سرکوب جنگلی‌ها اعزام شدند. مأموریت شدیداً شکست خورد و جنگلی‌ها پیروز شدند.

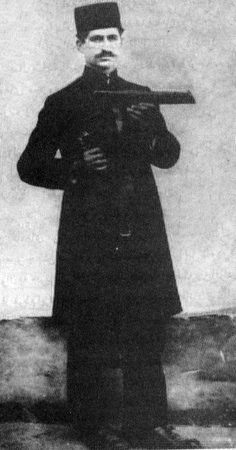
میرزا کوچک خان جنگلی

پس از شکست مأموریت روس‌ها، جنگلی‌ها شب‌نامه‌هایی را در رشت پخش کردند و اعلام داشتند که قصد دارند به شهر حمله و آن را تسخیر کنند. روس‌ها که اکنون دیگر نیروهای بیشتری داشتند قانون حکومت نظامی اعلام کردند و سعی کردند رشت را از عناصر ضد روسی پاکسازی کنند، حدود ۱۶۰ خانه به‌طور کامل سوزانده شد. در همان زمان نیروهای روس زیادی از رشت، انزلی، منجیل، و زنجان به مأموریت علیه جنگلی‌ها اعزام شدند که در ژانویه ۱۹۱۶ شدیداً شکست خوردند ولی نیروهای باراتوف تصمیم گرفتند آنها را کاملاً نابود نکنند. بنا بر گفته کوچک خان اگر قوای روس چند روز دیگر در منطقه باقی‌مانده بودند جنگلی‌ها مجبور بودند تسلیم شوند چرا که بسیاری یخ زده و مرده بودند و دیگران با خوردن علف و ریشه‌ها زنده مانده بودند. به هر حال، آنان پس از چند هفته باز جمع شدند و تا انقلاب فوریه ۱۹۱۷ که موجب شد از جنگل‌ها بیرون بیایند سیاست دفاعی را در پیش گرفتند. پیش از آن نیرویشان متشکل بود از پیشه‌وران خردهبورژوای شهری، صیادان انزلی، کارگران کشاورزی متحرک فصلی، خرده‌زمین‌دارانی که مستمراً تحت فشار زمین‌داران بزرگتر و تأثیرگذارتر بودند، اسرای جنگی ترک فراری، تعداد زیادی از مهاجرین ایرانی وبلشویک‌هایی از قفقاز و مهم‌تر از همه توده دهقانان فقیر و متوسط.
در دسامبر ۱۹۱۶ آخرین حمله در آن دوره شدیداً شکست خورد و نیروهای ضد جنگلی در گیلان مضمحل شدند. چند صد سرباز قزاق در پادگانشان ماندند و شایعه حمله قریب‌الوقوع جنگلی‌ها به رشت موجب وحشت شد؛ تا آغاز این دوره آنها سیاست دفاعی و سعی برماندن داشتند.

## انقلاب روسیه[۵]
از ژانویه ۱۹۱۷، آنان شروع به خلع سلاح زمین‌داران و گماشتن نمایندگان خود بر مصادر دولتی در حوزه نفوذ خود کردند. به زودی، وقوع انقلاب اکتبر در روسیه به جنگلی‌ها امید بیشتری داد. روس‌ها در نتیجه ضعف ناشی از انقلاب با جنگلی‌ها روابط دوستانه برقرار کردند و قول دادند قوایشان را از گیلان خارج کنند. بازگشت قوای عثمانی در ماه مه به ایران و تسخیر تبریز هم به پیشرفت آنان کمک کرد. جنگلی‌ها در زمانی فوق‌العاده کوتاه خود را در گیلان تثبیت کردند. تا پایان این سال همه مسؤولین جنگلی‌ها بودند و پس از انقلاب اکتبر همه مسئولان منصوب حکومت تهران از گیلان خارج شده بودند. آنان دست به اصلاحات اجتماعی مهمی زدند. دهقانان را از پرداخت مالیات معاف کردند، آبرسانی را در دست گرفتند. این اقدامات منجر به ارتقای کشاورزی شد و در شرایطی که همه ایران درگیر قحطی بود تولید کشاورزی گیلان به بالاترین حد خود رسید. آنها به تهران قحطی زده و باکو برنج می‌فرستادند. تا پایان این سال، آنان از ۱ میلیون تومان عایدی خود به کارمندانشان ۲۱٬۰۰۰ تومان حقوق ماهیانه می‌دادند.
مشکلات داخلی در سال ۱۹۱۷ جنبش جنگل را تضعیف کرد. جنبش به عنوان جبهه‌ای ضدامپریالیستی با داشتن عناصری متعدد نتوانست خواسته‌های عناصر رادیکال خود را برآورده سازد. در حالی که جناح راست نهضت به رهبری احمد کسمایی ناراضی از صمیم قلب مخالف دولت مرکزی نبود، جناح چپ بود و از توافق سرباز می‌زد. کوچک خان نیروی اصلی جنگلی را در جنگل مستقر کرده بود و از تثبیت خود در رشت سرباز می‌زد. او که در آغاز دغدغه‌اش حضور نیروهای روس بود که حاضر به عقب‌نشینی نبودند حتی پس از برقراری رابطه خوب با آنها و با وجود تلاش‌های آنان برای متقاعد کردن او برای پذیرفتن حکومت گیلان از خارج شدن از جنگل سر باز می‌زد. در این سال جنگلی‌ها از جنگل بیرون آمدند و انجمن اتحاد اسلام که جناح راست بر آن غلبه داشت را به عنوان بازوی سیاسی خود معرفی کردند. روزنامه جنگل بازتاب‌دهنده نظرات انجمن بود.

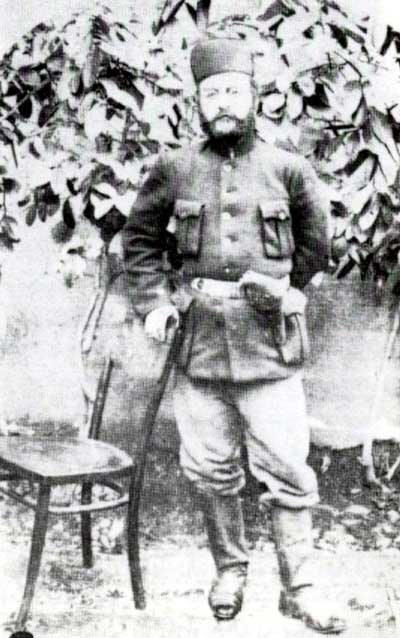
احسان الله خان دوستدار

نیروهای رادیکال با پوپولیسم انجمن همراهی می‌کردند. اشغال ایران و تمایلات ضد امپریالیستی انقلابیون آنها را متحد نگاه می‌داشت.
در این سال یک کمیته اجرایی روسی در رشت تشکیل شد و هیئتی از آن در فومن با میرزا کوچک ملاقات کرد و او را ستود و گفت که لایق فرمانداری کل گیلان است. آنها موافقت کردند خروج روس‌ها به منظور پیشگیری از اشغال گیلان توسط بریتانیا و تثبیت نهضت به تأخیر بیافتد.
پس از وقوع انقلاب اکتبر بلشویک‌ها قول دادند از ایران عقب‌نشینی کنند و مورد تحسین ایرانیان و از جمله جنگلی‌ها قرار گرفتند. در آستانه این انقلاب تغییراتی در گیلان به وقوع پیوست. اولاً جنگلی‌ها قدمهایی برای انحصار قدرت سیاسی برداشتند. برخی سازمان‌های سیاسی از جمله گروه‌های تروریستی سرکوب شدند و برخی دیگر جذب نهضت شدند. در این زمان بود که جنگلی‌ها رسماً ضد پادشاهی شدند. در این زمان بود که رسماً تقاضای تقسیم زمین‌ها بین دهقانان مطرح شد. نهایتاً اتحادی قوی با بلشویک‌ها در گیلان برقرار کردند. آنها همه دستگاه‌های دولتی را در دست گرفتند و بر آزار زمین‌داران شدت بخشیدند. بی شک آنها قصد داشتند به تهران بروند و با کمک آذربایجانی‌ها و بختیاری‌ها مانند زمان مشروطه قدرت را به دست بگیرند؛ ولی عثمانی آذربایجان را سرکوب کرده بود و بختیاری‌ها تحت تأثیر انگلیسی‌ها بودند. میرزا در نامه‌ای به افندی، دیپلمات ترک لازمه در دست گرفتن قدرت در تهران را اتحاد گیلان، آذربایجان ایران و بلشویک‌های قفقازی می‌دانست.
در آغاز ۱۹۱۸، آنان ارتشی انقلابی شامل ۳ تا ۸ هزار نفر داشتند. کوچک خان که کمال‌گرا بود در حرکت به سوی تهران شک داشت و با وجود فشار جناح چپ و مأموران ترک در تهران قدمی برنداشت. اصرار ترک‌ها به او برای در دست گرفتن قدرت و این که آنان در عمل با تلاش برای ضمیمه کردن آذربایجان ایران و محاصره باکوی بلشویک جلوی او را می‌گرفتند طعنه‌آمیز است. آنها از حزب دمکرات تبریز هم حمایت می‌کردند. محاصره باکو مانع اتحاد مؤثر بین جنگلی‌ها و بلشویک‌های باکو شد.
انگلیسی‌ها چندان علاقه‌ای در ابتدا به گیلان نداشتند ولی سپس پس از تخلیه آن نظرشان به عنوان پایگاهی به سوی ماوراءالنهر جلب شد. آنها قصد داشتند از گیلان بگذرند به دفاع از باکو در برابر عثمانی بپردازند. آنها در قزوین اقامت داشتند. جنگلی‌ها در پاسخ به ربوده شدن سلیمان میرزا اسکندری رهبر دمکرات و نماینده مجلس، مکلارن و اوکشات ماژور و معاون کنسول انگلستان را دستگیر کردند و خواهان آزادی او شدند. جنگلی‌ها در پاسخ به خواسته بلشویک‌ها اجازه گذر نیروهای انگلیسی را ندادند ولی داشناک‌های نیروهای انقلابی که پنهانی با انگلیسی‌ها توافق کرده بودند مکلارن و اوکشات را نجات دادند و به نیروی انگلیسی پیوستند که اندکی بعد خود را در رشت مستقر کرد. جنگلی‌ها که با پیشروی عثمانی درون آذربایجان ایران و محاصره باکو از اتحاد با بلشویک‌ها و اوضاع سیاسی ایران ناامید شده بودند در ۱۸ اوت ۱۹۱۸ با انگلیسی‌ها توافق کردند. در نتیجه ۱۲ افسر آلمانی و اتریشی تعلیم دهنده آنان اخراج شدند.
گرچه در اواخر ۱۹۱۸ رابطه جنگلی‌ها با بلشویک‌ها که از ۱۹۱۵ در گیلان بودند ضربه خورد ولی این رابطه بادوام بود و امتداد بیشتری یافت. شماری از این آشوبگران چون پرولیکارپ می‌دوانی و گریگوری اورژیکینیدزه بعداً بدل به چهره‌های مهمی در سیاست شوروی شدند.
در گیلان روسهای سفید هم بودند و با بلشویک‌ها بر سر سلطه بر سربازان روس رقابت می‌کردند. در آوریل ۱۹۱۸ بلشویک‌ها قدرت را در دست گرفتند و در باکو دولت تشکیل دادند. جنگلی‌ها به انگلیسی‌ها ۱۵ روز مهلت دادند که بگذرند. بلشویک‌ها هنوز ضعیف بودند و توانایی کمک به جنگلی‌ها در برابر انگلیسی‌ها را نداشتند.
در این زمان انگلیسی‌ها بیشتر خاک ایران را در کنترل داشتند و کابینه آنگلوفیل وثوق الدوله در ۷ اوت ۱۹۱۸ بر سر کار آمد. اعضای اتحاد اسلام در نهضت مجبور شدند پیشنهادهای ترک‌ها را رد کنند و با انگلیسی‌ها توافق کنند. در این دوره انجمن اتحاد اسلام در گیلان منحل شد و جنگلی‌ها با پان اسلامیسم خداحافظی کردند. این دوره انتقال ایدئولوژیک بود. راست که خواستار گردن نهادن به انگلیسی‌ها بود دیگر نمی‌خواست با نهضت همراهی کند. چپ که از حضور عثمانی در آذربایجان نومید بود جنگ با تازه واردان را متوقف کرد. اختلافات منجر به انتخابات جدیدی برای رهبری نهضت شد که راست آن را باخت و به رهبری حاج احمد کسمایی با دولت تهران ساخت. کسمایی با تهران پنهانی توافق کرد تا تسلیم شود و ۲۰۰۰ مبارز و سلاح‌هایشان را تحویل دهد. کوچک خان پس از بازگشت از سفر تالش با خشم توافق را رد کرد. او پیشنهاد انگلیسی‌ها برای حکومت را رد کرد. آنان پس از شکست مذاکرات زمین‌داران قدرتمند گیلان را علیه جنگلی‌ها تهییج کردند.
عملیات علیه انقلابیون در ۲۹ مارس ۱۹۱۹ شروع شد و گروهی از قوای انگلیسی وارد رشت شدند. زمین‌داران و ملاها با تمام قوا به حمایت از بریتانیایی‌ها برخاستند. ملاهای رشت شروع به موعظه علیه جنگلی‌ها در مساجد کردند. زمین‌داران سریعاً خود را سازمان دادند. سپهسالار نیروی بزرگی را در تنکابن سازمان داد و اربابان تالش به رهبری ضرغام السلطنه مسئولان جنگلی را بیرون رانده نیروهای انقلابی را مورد حمله قرار دادند.
در این زمان شکاف در نهضت عمیق شد. در اوایل فوریه ۱۹۱۹ پس از تلاش‌های حاج احمد برای تسلیم شدن، جناح چپ کمیته‌ای به نام کمیته بلشویک را ایجاد کرد. اعضای شناخته شده‌تر کمیته شامل دکتر حشمت، اسکندر خان، میرزا اسماعیل جنگلی، میرزا محمد و احسان الله خان دوستدار بود. کوچک خان عضو کمیته نشد و در عوض پیشنهاد ایجاد کمیته سوسیالیست تحت تأثیر ضد تشکیلی، جناح چپ حزب دمکرات را داد. او که وفاداری خود را به اعضای ضد تشکیلی که در اوایل ۱۹۱۹ قدرت نمایی کرده بود، از جمله سید حسن تقی‌زاده در برلین و حیدرخان عمو اوغلی در پترو گراد ابراز کرده بود، نشان داد که یک بار و برای همیشه با اسلامش خداحافظی کرده‌است. او از گذشته مذهبیش عذر خواست ولی به خاطر اتحاد اسلام عذرخواهی نکرد. او به عنوان رهبری مردمی مجموعه کاملی از عناصر سیاسی و طبقات ناراضی را پشت خود بسیج کرده بود. جنبه پوپولیسم او مدارای محتاطانه با تعصبات مذهبی و شبه ناسیونالیستی توده مردم تا پایان جمهوری شورایی بود که او در ژوئن ۱۹۲۰ تأسیس کرد. او موفق شد انقلاب را از آنتی امپریالیسم به جمهوریخواهی سوسیالیستی تغییر مسیر دهد.
با وجود تغییر ترکیب سازمان سیاسی جنگلی جبهه ضد امپریالیستی مستحکم نشد. کوچک خان به ایده احیای انجمنهای ولایتی زمان مشروطه رسید. او برگزاری انتخابات را تأیید کرد گرچه محبوبیتش در کمترین مقدار خود در همه زمان‌ها بود. تهران سریعاً به حاکم دستور جلوگیری داد. بریتانیایی‌ها به آنان در این زمان اولتیماتوم دادند که موفق از آب درآمد و آنها که تسلیم نشدند هم توان جنگیدن نداشتند. چپ‌ها و راستها به نزاع با هم پرداختند و ارتش پارتیزانی به حاشیه رفت.
عواملی باعث شد جنگلی‌ها دوباره متحد شوند. توده مردم پس از چند سال دوباره طعم سرکوب اربابان و بریگاد قزاق قاجاری را چشیدند. در نتیجه دهقانان و پارتیزان‌ها دوباره به بازمانده رهبران پیوستند. در اوت ۱۹۱۹ نارضایتی ملی از توافق ایران و انگلستان پدید آمد و نیروی عمده‌ای به نهضت داد. قبل از آن بلشویک‌ها از قبل از ژوئن شروع به نفوذ در گیلان کرده بودند. آنها استفان آفونیان را به گیلان فرستادند تا از جنگلی‌ها بخواهند برای سازماندهی حزب کمونیست ایران در گیلان کمک کنند. آنان خود را مستقر کردند و از جنگلی‌ها حمایت کرده بین گیلان، تفلیس و باکو ارتباط برقرار کردند.
کمونیست‌های لنکران دوباره به زودی با میرزا ارتباط برقرار کردند و او به ملاقات آنان در اوت ۱۹۱۹ رفت. در آن زمان که او به محل رسید ضدانقلاب انقلابیون قفقازی را بیرون کرده بود. در همین زمان فرستادگان بلشویک از ترکستان به گیلان رسیدند. نقش بلشویک‌ها و کمونیستهای باکو در گیلان در ۱۹۱۹ و اوایل ۱۹۲۰ تم اصلی داستان جنگل شد. در پایان تابستان ۱۹۱۹ میرزا اسماعیل، بلشویک جنگلی به ماوراءالنهر اعزام شد. پس از آن زمان گزارش‌های انگلیسی مکرراً سخن از رستاخیز نهضت جنگل در پیمان با بلشویک‌ها سخن می‌گویند. ورود رادیکال‌های شمالی نتیجه‌ای اجتناب ناپذیر بود. بریتانیا و تهران تصمیم گرفتند میرزا کوچک خان را علیه بلشویک‌ها علم کنند. ارتش یازدهم سرخ در ۱۸ مه از باکو وارد گیلان شد و جنگلی‌ها از بلشویک‌ها استقبال کردند.
کمیته سوسیالیست جنگلی‌ها خود را در پی ورود بلشویک‌ها در حزب سوسیالیست ترکیب کرد و برنامه‌ای اختیار کرد که خواهان انترناسیونالیسم و جدایی دین از سیاست بود. خواسته‌های سیاسی رهبران رادیکال نهضت جنگل نهایتاً با تأسیس جمهوری شورایی در گیلان به اوج خود رسید.
در ۵ ژوئن ۱۹۲۰، جمهوری شورایی گیلان (یا جمهوری شورایی ایران) اولین و تنها جمهوری سوسیالیستی در ایران تأسیس شد. در اوایل تیر ۱۲۹۹ کنگره اول حزب کمونیست ایران در انزلی برگزار شد. سپس، تعدادی از زنان رشت جمعیت پیک سعادت نسوان را برای پیگیری حقوق سیاسی و اجتماعی زنان تأسیس کردند. این جمعیت نخستین گروه در ایران بود که هشت مارس را به عنوان روز زن پذیرفت و هر سال مراسم بزرگداشت آن را اجرا می‌کرد این حکومت با حمله قوای حکومت مرکزی سقوط کرد.

## روزنامه جنگل

صفحه اول روزنامه جنگل، به مدیرمسئولی میرزا حسین کسمایی

نخستین دورهٔ روزنامهٔ جنگل از یکشنبه ۱۹ شعبان ۱۳۳۵(۲۰ مرداد ۱۲۹۶٬۱۰ ژوئن ۱۹۱۷) منتشر شد و تا شمارهٔ ۳۱ (۱۷ شعبان ۱۳۳۹٬۱۸ خرداد ۱۲۹۷٬۸ ژوئن ۱۹۱۸) ادامه یافت. (چاپ سنگی- محل چاپ کسما). در نخستین شماره غلامحسین کسمایی نویدی به عنوان مدیر روزنامه معرفی شده و از شمارهٔ دوم تا شمارهٔ سیزدهم، نام حسین کسمایی مجاهد معروف مشروطیت به عنوان مدیر مسئول روزنامه درج شده‌است و بار دیگر از شمارهٔ ۱۳ تا ۳۱ تنها نام غلامحسین کسمایی نویدی به عنوان (سردبیر) آمده‌است. به نوشتهٔ ابراهیم فخرائی منشی مخصوص میرزا کوچک، حسین کسمایی فقط تا شمارهٔ ۹ سردبیر روزنامهٔ جنگل بوده و از شمارهٔ ۹ کناره‌گیری کرده‌است.

## درگیری با نیروهای بریتانیا
لیونل دانسترویل، فرماندهٔ نیروهای نظامی بریتانیا در شمال ایران در مورد خطوط اصلی سیاست آن دولت در ایران می‌نویسد: «به عقیدهٔ من نبایستی طوری رفتار کنیم که ایرانیان هوشیار شده بفهمند با این که ما خودمان یک مملکت دموکراسی هستیم در مملکت آنها، ملاکین و سرمایه‌داران عمده را علیه نهضت دموکراسی تقویت می‌کنیم». این سیاستی بود که روس‌ها نیز بی پرواتر از آن پیروی می‌کردند.
جنگلی‌ها از پشتیبانی آن قسمت از بازرگانان و مالکان گیلان که تمایل ناسیونالیستی داشتند برخوردار بودند. دهقانان، پیشه وران و تهیدستان شهری نیز از حملات ضدّ امپریالیستی آنها حمایت می‌کردند. جنگ‌افزار مبارزان جنگل در آغاز از داس و نیزه و سلاح‌های کهنه فراتر نمی‌رفت، امّا اندک‌اندک جنگ‌افزارهای بیشتری در اختیار مبارزان قرار گرفت. مبارزان و اسلام خواهان عثمانی با ارسال سلاح و تعدادی افسر آلمانی و اتریشی نیز در آموزش نیروها به میرزا کوچک کمک می‌کردند.
هنگامی که انگلیسی‌ها مجبور به عقب‌نشینی از قفقاز شدند و ارتش سرخ صحنه قفقاز را از قوای خارجی و نیروهای ارتجاعی داخلی پاک کرد، میرزا کوچک خان با کمک فرقه عدالت و توده‌های مردم که از پیروزی‌های انقلاب اکتبر به جنبش آمده بودند، به رشت وارد شد. در این حکومت، کمونیست‌ها، جنگلی‌ها، احسان اللّه خان و خالو قربان که نماینده قشرهای گوناگون اجتماعی بودند، شرکت داشتند.
دیری نپایید که در رهبری جنبش جنگل اختلاف بروز کرد. میرزا کوچک خان، حکومت انقلابی را ترک کرد و به جنگل عقب نشست و حکومت جدید به ریاست احسان اللّه خان تشکیل گردید. وی کودتای سرخ را ضد میرزا کوچک خان هدایت کرد. این انشعاب و اختلاف ضربت سختی به جنبش انقلابی گیلان زد.
در این موقع قوای دولتی با کمک نیروهای نظامی انگلیس حمله بزرگی علیه نیروهای مسلح انقلابی که تا نزدیک قزوین پیش آمده بودند، آغاز کردند و آنها را تا بندر انزلی عقب نشاندند.
پافشاری مبارزان و کمک انقلابیون قفقاز توانست مهاجمان را به عقب راند. شهر رشت بار دیگر به‌دست انقلابیون افتاد. حیدر عمواوغلی بدان سامان شتافت تا بکار سامان دهد. اما اختلاف ریشه دار از یک طرف و تحریکات حکومت قوام و انگلیس‌ها از طرف دیگر کار را به آنجا رساند که میرزا کوچک خان عده‌ای از سران نامدار کمونیست را برای مذاکره به جنگل دعوت و آنها را غافل گیر کرده، به قتل رساند  و به این ترتیب زمینه پیروزی قوای دولتی فراهم گردید.
دانسترویل در خصوص دیدار نمایندگان با سران نهضت جنگل می‌نویسد: «کنسول بریتانیا به میرزا گفت: اگر جنگلی‌ها علیه بلشویک‌ها قیام نمایند، بریتانیایی‌ها تمام تلاش خود را به کار خواهند برد که دولت را به دست جنگلی‌ها بدهند؛ چنانچه بخواهند رد کنند بریتانیایی‌ها مجبورند با خود بلشویک‌ها متحد شده آن‌وقت است که اساس جنگل و جنگلی‌ها برهم خواهد خورد». وی دربارهٔ گفتگو با میرزا ادامه می‌دهد: «من، از جانب خود وعده دادم که اگر شرایط و تقاضای فوق (آزادی فوری اسرا که سروان نوئل انگلیسی هم جزء آنها بود؛ آزاد کردن عبور و مرور در راه بندر انزلی و تأمین و تضمین عبور بلامانع قوای بریتانیا) را قبول کند، سیاست داخلی او را در ایران به رسمیت بشناسم». به رغم درگیری با اجنبی‌ها میرزا کوچک تا حد امکان از برخورد با قزاقان ایرانی برای پرهیز از برادرکشی خودداری می‌کرد از این‌رو در بسیاری موارد اسیران ایرانی آزاد می‌شدند.

## آغاز اختلاف در جنبش
تلاش ویکهام، مأمور ادارهٔ سیاسی بریتانیا و عوامل دولت مرکزی برای متلاشی کردن جنبش جنگل و برقراری تماس‌های محرمانه با پاره‌ای از اعضای کمیتهٔ اتحاد اسلام به این انجامید که «هیئت اتحاد اسلام» در ۲۷ دسامبر ۱۹۱۸ بدون حضور میرزا کوچک که در یک مأموریت جنگی بود تشکیل و زیر فشار حاجی احمد و حاجی میرزا رضا قرار شد که پیشنهاد وثوق‌الدوله را بپذیرند و جنگل را ترک و قوای خود را در اختیار دولت قرار دهند. در ۹ فوریه ۱۹۱۹ نمایندگان بریتانیا، احمد کسمایی را به گرفتن تأمین و تسلیم به وثوق‌الدوله تشویق کردند. میرزا مخالف تسلیم بود و به همین جهت اختلاف دامنه یافت. ویکهام پیشنهاد کرد که کسمایی تسلیم‌نامهٔ جدایی نوشته و با یارانش امضاء کرده و جزئیات سلاح‌ها را هم ذکر کنند. در امان‌نامه‌ای که وثوق الدوله برای کسمایی امضاء کرد، و او خود را موظف می‌ساخت که در قلع و قمع اشرار و مخالفان دولت یعنی همان مجاهدان جنبش جنگل با دولت مرکزی همکاری کند و به محض ورود نیروهای دولت به فومن و کسما، نیروها و تمام سلاح‌های خود را به فرمانده کل نیروهای دولتی تحویل دهند و مطیع دستور دولت باشند. با تسلیم کسکایی و دکتر حشمت عده‌ای از افسران نظامی جنگل نیز تسلیم شدند. مذاکره و تماس نمایندگان بریتانیا با کسمایی چند هفته پیش از صدور امان‌نامه از سوی وثوق‌الدوله نشان می‌دهد که دولت انگلستان در این ماجرا دخالت مستقیم داشته‌است.

## جمهوری سوسیالیستی ایران

پرچم جمهوری سوسیالیستی، به سبک دیگر پرچم‌های کشورهای چپ‌گرا سرخ رنگ بود و بر گوشهٔ آن واژه «کاوه» نقش داشت.

با وقوع انقلاب اکتبر ۱۹۱۷ در روسیه سیاست‌های خارجی این کشور دستخوش تحول شد. لنین با شعار برابری و حمایت از ملت‌های ضعیف امتیازات نسبتاً مناسبی به دولت ایران در پیمان ۱۹۲۱ داد. از سویی کمونیست‌ها با میرزا کوچک و جنبش جنگل به منظور جلوگیری از نفوذ بریتانیا در شمال ایران، ارتباط برقرار کردند. میرزا نیز که مرام اشتراکی و شعار برابری ملت‌ها همسو با اهداف جنگل را می‌دید از این اتحاد استقبال کرد. نخستین ملاقات میان میرزا کوچک خان و فرمانده ناوگان ارتش سرخ ژنرال راسکالینکف صورت گرفت. از سوی شوروی‌ها علاوه بر فرمانده مزبور، گریگوری ارژنیکیدزه، کمیسر عالی کمونیست‌ها در قفقاز و جمعی از سران فرقه عدالت نیز شرکت داشتند. اعضای هیئت نمایندگی جنگل را علاوه بر خود میرزا حسن آلیانی، سعدالله خان درویش، میرصالح مظفرزاده، گائوک آلمانی که نام ایرانی هوشنگ را انتخاب کرده بود و اسماعیل جنگلی تشکیل می‌دادند.

## خروج میرزا کوچک خان از حکومتبلشویکی
تقریباً از همان آغاز کار اختلافات شدید مسلکی و مرامی میان میرزا کوچک خان و اعضای تندروی شورای انقلاب گیلان به‌ظهور پیوست. میرزا کوچک خان روابط خود را با کمونیست‌های رشت قطع کرد و عازم فومن شد تا دوباره به پیروان خود در جنگل بپیوندد. اما پیش از ترک رشت بیانیه‌ای صادر و به‌طور رسمی اعلام کرد مادامی که اعضای فرقه عدالت بساط حزبی و تبلیغاتی خود را از خطه گیلان برنچیده‌اند و تبلیغات مسلکی آنها توأم با توهین به مقدسات ملی و مذهبی ایرانیان قطع نشده، به رشت باز نخواهد گشت.
هم‌زمان با صدور این اعلامیه، میرزا کوچک خان نامه‌ای تاریخی به لنین نوشت که بهترین معرف اوضاع آن روز گیلان و حاکی از اختلاف نظر میرزا با فرقه عدالت است.
«بعدالعنوان
در این موقع که قشون فاتح کارگران و دهقانان روسیه دشمنانشان را شکست داده و مظفرانه به قلب لهستان پیش می‌روند و نیروهای سرمایه‌داری انگلستان در برابر قوای متحد روس و ایران عقب می‌نشینند، بسیار متأسفم که باید از کار کناره‌گیری کنم».

## تبانی با بریتانیا و سرکوب جنبش
در آستانهٔ کودتای ۳ اسفند ۱۲۹۹ در پی شکست طرح بریتانیا برای تحت‌الحمایگی ایران در قرارداد ۱۹۱۹، توافق محرمانه‌ای بین بریتانیا و دولت مرکزی برای نابودی جنبش جنگل صورت گرفت. در این توافق دست رضاخان را برای سرکوبی جنبش آزاد گذاشتند. بریگاد قزاق از ضعف جنبش استفاده کرده و طی شبیخون‌های فراوان، نیروهای جنگل را وادار به عقب‌نشینی کردند.
بعضی از فرماندهان تسلیم یا کشته شدند. میرزا همراه با گائوک افسر آلمانی معروف به هوشنگ، قصد رفتن به نزد عظمت خانم فولادلو، از متنفذین خلخال را که همیشه از میرزا حمایت می‌کرد، داشت؛ اما در کوه‌های خلخال دچار بوران و طوفان شدید شد و در ۱۱ آذر ۱۳۰۰ هر دو از پای درآمدند.